# Знам'янка (станція)
Знам'янка (також вживається назва Знам'янка-Сортувальна, щоб відрізняти від Знам'янки-Пасажирської) — вузлова сортувальна станція Одеської залізниці, головна станція Знам'янської дирекції Одеської залізниці. Разом зі станцією Знам'янка-Пасажирська утворює залізничний вузол, до якого входять локомотивне і вагонне депо. Станція обладнана сортувальною гіркою.
Від станції відгалужуються лінії на::
- Чорноліську (12 км)
- Користівку (38 км)
- Долинську (80 км).

Розташована в місті Знам'янка Кіровоградської області.

## Історія
Станція виникла 1869 року. 
1962 року електрифікована змінним струмом у складі дільниці Миронівка — Знам'янка-Пасажирська.
2017 року названо поїзд на честь колишнього працівника локомотивного депо, бійця 80-ї окремої десантно-штурмової бригади Дмитра Валерійовича Кісліченка.

## Пасажирське сполучення
На станції зупиняються приміські поїзди, що сполучають станцію Знам'янка-Пасажирська у напрямку станцій Імені Тараса Шевченка, Цвіткове, Долинська, Олександрія, Помічна, Колосівка, Одеса-Головна.